# Poseyville
Poseyville – miasto w Stanach Zjednoczonych, w stanie Indiana, w hrabstwie Gibson.